# Aquaman et le Royaume perdu
Série DC Extended Universe
Blue Beetle
(2023)
Série Aquaman
Aquaman
(2018)
Pour plus de détails, voir Fiche technique et Distribution.
Aquaman et le Royaume perdu, (Aquaman and the Lost Kingdom) est un film américain réalisé par James Wan sorti en 2023.
Quinzième et dernier film du DC Extended Universe, il s'agit de la seconde aventure solo d'Aquaman après Aquaman, du même réalisateur, sorti en 2018.

## Synopsis
En 2022, quatre ans après être devenu roi de l'Atlantide, Arthur Curry a épousé Mera et a eu un fils, Arthur Jr., tout en partageant sa vie entre la terre et l'océan. Mais Arthur se rend compte que la vie de roi n'est pas aussi géniale qu'il le croyait. Le pire, c'est qu'il y a un Haut conseil dont personne ne lui avait parlé et qui conteste tous ses projets. Il peut pacifier les océans à sa manière, mais il aime surtout prendre en flagrant délit les combats illégaux. Alors qu'Arthur discute avec son père dans le phare familial, ils se rendent compte que Junior arrive à communiquer avec la faune marine.
En Antarctique, David Kane s'est constitué une nouvelle équipe. Il est guidé par le Dr Stephen Shin afin de l'aider à rechercher de la technologie atlante pour réparer son armure de Black Manta et ainsi se venger d'Aquaman. Mais les indications données par Shin sont encore une fausse piste. Non loin de là, Shin enregistre un journal de bord où il explique que cela fait maintenant 463 jours qu'il tente de retrouver de la technologie atlante. Il rejoint un lieu où sont installés des sismographes. Sur place, un de ses collègues lui signale que les appareils s'affolent. Shin lui demande où se trouve l'épicentre et son collège lui dit qu'ils sont pile dessus. C'est alors que la glace se fissure et ils tombent tous les deux dans une caverne. Une créature tentaculaire emporte le collègue de Shin et disparaît. Kane et son équipe arrivent pour porter secours à Shin, qui leur avait envoyé un signal de détresse. Ensemble, ils suivent les empreintes de la créature et explorent les profondeurs marines de la caverne. Au fond, ils découvrent une ancienne construction datant de quelques milliers d'années. C'est alors que la créature apparaît et s'en prend à eux. La créature projette Kane au sol, qui découvre alors des machines atlantes et un Trident Noir. Après l'avoir touché, le Trident pénètre dans son esprit. Kane voit un être maléfique lui demandant de le délivrer de sa prison. En échange, il le dotera de la force nécessaire pour tuer Aquaman et sa famille et détruire le royaume de l'Atlantide. Après être sorti de sa transe, les yeux de Kane deviennent verts, car il est désormais sous l'influence du Trident.
Cinq mois plus tard, les médias annoncent une hausse des températures dans le monde depuis ces cinq derniers mois. Plus tard, le Haut Conseil de l'Atlantide convoque Arthur pour une réunion d'urgence, car il y a un nouveau foyer de peste. Elle a frappé dans la neuvième tride de l'Atlantide et l'épidémie a aussi atteint le Royaume des Fishermen. Il s'agit de la première épidémie de peste depuis des siècles. Selon Dame Karshon, qui préside le Conseil, la Surface empoisonne l'atmosphère des Atlantes depuis plus de cent ans. Mais Arthur rétorque en disant que les Surfaciens ne peuvent pas se soucier des Atlantes s'ils ne connaissent pas leur existence. Il suggère donc au Conseil que les Atlantes révèlent leur existence aux Surfaciens afin qu'ils discutent avec leurs chercheurs et réparer le mal que les Surfaciens ont déjà fait en mettant en commun la technologie surfacienne et atlante. Arthur est conscient que cela est contraire aux traditions de l'Atlantide, mais le monde se rétrécit et les vieilles méthodes des Atlantes ne les protègent plus. Les temps ont changé. C'est ce que l'Atlantide désire. La nouvelle génération ne peut plus vivre cachée. Karshon rappelle à Arthur que la peste a causé la mort de Nuidis Vulko. Les membres du Conseil avaient donné à Orm les pouvoirs de guerre et l'avaient choisi comme « Maître des Océans ». Karshon finit la discussion en disant que si jamais le Conseil devait décider un jour de révéler l'existence des Atlantes aux Surfaciens, ce sera pour les éradiquer et non pas pour coexister avec eux.
Quelque part dans l'Atlantique, Kane (redevenu Manta, mais n'ayant plus besoin de porter la tenue complète de son armure), son équipe et Shin naviguent à bord d'un vaisseau atlante. Shin enregistre une nouvelle fois un journal de bord. Cela fait 150 jours depuis la découverte du Trident Noir. Manta lance la plus risquée de leurs missions jusqu'ici. Une infiltration de trois octobots monoplaces, les machines atlantes qu'ils ont trouvées, très anciennes mais encore en état de marche. Shin a seulement dû les adapter à leurs besoins. Mais elles nécessitent un carburant très particulier, de l'orichalque (le nom que donne Manta). Depuis le jour où il a découvert le Trident Noir, Manta détient des secrets qui devraient lui être inconnus. Il sait par exemple que le seul moyen de se procurer de l'orichalque est de le dérober dans des entrepôts ultra-sécurisés. Et ils s'apprêtent à braquer le plus dangereux de tous. Manta s'introduit discrètement dans l'entrepôt d'orichalque. Mais ils sont repérés par une pieuvre, qui part donner l'alerte. Alors qu'ils prélèvent de l'orichalque, une alarme sonne. Manta ordonne au vaisseau de lancer l'exfiltration d'urgence. Le vaisseau pénètre dans la frontière de l'Atlantide, sous les yeux émerveillés de Shin. Le vaisseau est hors de la zone de transit. Shin active le canon sonique du vaisseau contre un des hydro-canons du poste frontalier. Après avoir mis hors d'état de nuire l'hydro-canon, le vaisseau pénètre au cœur de l'Atlantide. Alors que les trois octobots tentent de rejoindre le vaisseau, ils sont attrapés à mi-chemin et poursuivis par les forces atlantes. Manta blesse Mera avec son rayon laser et parvient à éloigner suffisamment Aquaman pour regagner le vaisseau. Le canon sonique est utilisé sur Aquaman et le vaisseau réussit à fuir. Après cet échec d'Arthur, Karshon convoque une séance d'urgence du Haut Conseil afin d'étudier une motion visant à retirer au trône ses pouvoirs exécutifs. Elle se sert de ce prétexte pour démontrer ce qui arriverait si la Surface devait apprendre l'existence de l'Atlantide.
Lors d'une réunion avec Atlanna et le roi Nérée, Arthur leur révèle que Manta n'est plus le même, car il a gagné en force et arrive à l'affronter sans son armure. Quand Arthur demande d'où sortent les engins, Atlanna lui répond qu'il s'agit d'une technologie ancienne mais de conception inconnue des Atlantes modernes. Arthur apprend que Manta s'est enfui avec d'énormes réserves d'orichalque. Il apprend également que c'est une source d'énergie des temps anciens, qui émet de grandes quantités de gaz à effet de serre extrêmement destructeur pour la planète et que les Atlantes avaient eux-mêmes failli détruire leurs océans avant de se rendre compte de leur erreur. Il est impossible de l'éliminer, alors les réserves accumulées ont été enfouies dans douze entrepôts des grandes profondeurs. Arthur suggère de prévenir les onze autres qu'elles risquent d'être braquées aussi. Mais Nérée l'informe que Manta les a déjà tous dévalisé en secret depuis les cinq derniers mois. Soudain, Arthur se rend compte que c'est Manta qui a déclenché les pics de températures qui provoquent des catastrophes en surface et qui rendent malades les peuples marins. Manta vole l'orichalque pour réchauffer la planète. Pour savoir où il se cache, Arthur doit demander l'aide de Orm. Le problème est que Orm est prisonnier des Fishermen et qu'Arthur ne peut l'exfiltrer sans risquer une guerre entre les Atlantes  et les Fishermen.
Le Renseignement xebelien a appris récemment que Orm est détenu sur Terre dans un complexe souterrain ultra-secret et unique en son genre. Dans une prison des Déserteurs en territoire des Fishermen. Nérée lui remet une tenue, qui est constituée de chromatophores. La tenue peut le camoufler pendant une minute et le rendre indétectable par la plupart des capteurs. Et pour communiquer, Atlanna adjoint à Arthur une pieuvre (celle qui avait repéré Manta s'introduire dans l'entrepôt) qui servira de messager. Atlanna la nomme Topo (acronyme de « Transmetteur Océanique Pluri-Opérationnel »). Une intelligence transgénique faite pour l'infiltration et l'espionnage. La prison est gardée par un groupe résiduel de redoutables Déserteurs qui vénèrent la mort et qui ont survécu à l'assèchement du Sahara en s'abreuvant de sang. Arthur trouvera un Orm bien affaibli. Il est rationné en eau, mais n'a le droit qu'au minimum vital. Sur place, Arthur parvient à libérer Orm à l'aide de Topo et aux montures des Déserteurs. Après que son corps a été recouvert de l'eau de la mer, Orm retrouve toutes ses forces.
Dans l'océan, Orm emmène Arthur rencontrer son contact qui saura où se trouve Manta. Pendant ce temps, ce dernier fait bruler l'orichalque dans une ancienne raffinerie atlante dans un lieu inconnu de la Surface. Orm et Arthur pénètrent dans un repaire de pirates appelé la Citadelle engloutie (construit à partir de bouts d'épaves récupérés à travers le monde). Ils sont amenés enchaînés devant Kingfish. C'est lui qui avait mis Orm en contact avec Manta. Il leur annonce que David Kane ne vend plus ses services. Il exerce désormais à son compte. Il refuse de leur dire à Arthur où se trouve Manta, car les rois de l'Atlantide ont toujours fermé les yeux sur les affaires de la Citadelle. Après s'être libéré et mené un combat contre les hommes de Kingfish, Arthur l'oblige à lui révéler où se trouve Kane. Kingfish lui révèle que la rumeur mentionne une île volcanique nommée le Gouffre du Diable, dans le Pacifique Sud.
Orm, Arthur et Topo arrivent dans le Gouffre du Diable. Arthur demande à Topo de revenir en Atlantide pour donner la localisation de l'île. En chemin, Orm et Arthur découvrent que l'orichalque a fait muter la faune et la flore de l'île. Pendant ce temps, Shin touche le Trident Noir et entrevoit l'entité maléfique. Plus tard, Orm et Arthur pénètrent au cœur du volcan et combattent les forces de Manta. Ils finissent par combattre Manta, qui parvient à leur tenir tête. Lors du combat, Orm entre en contact avec le Trident Noir, qui lui montre des visions de son origine. Soudain, le volcan est bombardé par les forces xebeliennes. Après que Manta se soit encore échappé, Orm révèle qu'en touchant le Trident Noir, il a vu le Royaume Perdu. Un royaume dont la mention fut effacée des Chroniques juste avant le Grand Effondrement de l'Atlantide. Orm révèle que se royaume se nomme Necrus. Sous le règne du roi Atlan, il y avait sept royaumes au sein de l'Atlantide qui pliait tous sous le fléau de la Ville Noire (un autre nom de Necrus). Grâce à l'exploitation de l'orichalque, Necrus était vite devenu une superpuissance sans égale. Mais au prix que les terres et les mers avaient été empoisonnées et même l'esprit du tyran qui régentait Necrus : le propre frère d'Atlan, Kordax. Atlan l'implora de cesser d'utiliser l'orichalque avant que le monde ne soit saccagé. Mais Kordax exécrait Atlan, car il pensait que son frère voulait lui voler son pouvoir. Aussi fit-il appel à la magie noire pour forger un instrument maléfique : le Trident Noir. Il fit de son peuple et de lui-même des monstres afin de combattre l'Atlantide. Ce fut la guerre entre les deux frères. Atlan finit par vaincre Kordax et il emprisonna son frère ainsi que tout Necrus grâce à un sortilège scellé par son propre sang, pour s'assurer que le pouvoir obscur de Kordax ne soit jamais retrouvé. Et s'est ainsi que Necrus fut effacé des Chroniques. Il était prévu que cette force du mal reste figée dans la glace pour l'éternité. Mais David Kane l'a retrouvée et elle s'empare peu à peu de son esprit. Mera pense que même si la glace fond, Kordax ne peut être libéré, car la magie du sang le garde prisonnier et que seul Atlan peut le libérer. Soudain, Atlanna lui fait remarquer que Manta n'a pas besoin d'Atlan, mais de son sang. La magie du sang n'est qu'une question d'ADN, par conséquent, la clé de la prison de Kordax est le sang de n'importe lequel des descendants d'Atlan. Arthur et Mera en déduisent que Manta va kidnapper Junior. Au même moment, dans le phare, Manta blesse Tom avec son trident et kidnappe Junior. À leur arrivée sur les lieux, Arthur et Mera trouvent le phare en feu et Tom encore en vie.
Dans le vaisseau atlante, Shin voit Manta avec Junior. Voyant que les choses vont trop loin, il transfert les coordonnées de sa localisation aux Atlantes. Après avoir reçu le signal de Shin, les Atlantes découvrent que Kordax et le Royaume de Necrus sont situés en Antarctique. Mais le roi Nérée fait remarquer que contre le canon sonique du vaisseau, il leur faut attaquer dans toutes les directions avec une force écrasante. Arthur suggère plutôt de brouiller l'onde sonore du vaisseau avec une autre onde de même fréquence mais juste beaucoup plus forte.
Pendant ce temps, Manta et Shin observent la calotte glaciaire de l'Antarctique en train de fondre. Bien qu'elle n'ait pas encore complètement fondu, Manta repère une faille qui le conduira directement à Kordax. Manta et Shin montent chacun dans un octobot monoplace. Shin porte Junior avec lui. Dans son octobot, Manta lance un missile d'orichalque sur la faille. Arthur arrive devant le vaisseau atlante et tandis que l'équipage s'apprête à amorcer la charge sonique, Arthur appelle des mammifères marins, qui viennent en nombre devant le vaisseau. Ces derniers se mettent à envoyer des ondes sonores sur le vaisseau qui surchargent l'arme sonique et explose, mettant le vaisseau hors d'état de nuire.
Manta, Shin et Junior pénètrent dans Necrus. Arthur, Mera, Nérée, le roi de Brine et leurs forces font face à des Necrusiens. Mais le roi de Brine demande aux autres de continuer d'avancer pendant que lui et ses hommes occupent les Necrusiens. Manta pénètre dans la salle du trône de Kordax. Il voit Kordax installé sur son trône et emprisonné dans la glace. Il demande à Shin de lui remettre Junior, mais Shin l'occupe avec une bombe pour pouvoir s'enfuir avec Junior. Cependant, Manta parvient à lui reprendre Junior. Tandis qu'il s'apprête à saigner Junior, ce dernier envoie une onde sonore à son père, qui arrive juste à temps pour empêcher Manta de tuer son fils. Arthur combat Manta et est presque tué avant que Mera n'arrive et ne le sauve. Manta lance le Trident Noir sur Mera, mais Orm l'attrape avant qu'il ne la frappe. L'esprit de Kordax quitte Manta pour Orm, qui se bat contre Arthur et parvient à le faire saigner, brisant le sortilège d'emprisonnement de Kordax. Arthur convainc son frère d'abandonner sa haine pour lui. C'est alors que Kordax est libéré de sa prison. Arthur lance le Trident Noir droit sur sa tête, mais Kordax l'intercepte. Orm remet à Arthur le Trident d'Atlan. Il lance son trident en pleine ligne de mire du Trident Noir. Cela a pour résultat de détruire à la fois le Trident Noir et Kordax.
Avec la destruction du Trident Noir, Necrus commence à s'effondrer. Manta refuse l'aide d'Arthur et se laisse tomber dans une fissure. Les Atlantes et Shin s'échappent pour se mettre en sécurité. Arthur, Mera, Junior, Nérée, Orm, le roi de Brine et Shin se réunissent sur un glacier. Arthur estime que Orm a payé sa dette. Ils prévoient d'informer les Atlantes que Orm est mort à condition qu'il reste caché.
Plus tard, Arthur prit contact avec les Nations unies en tant que premier ambassadeur de l'Atlantide. Après plusieurs semaines de négociations secrètes avec les Nations Unies, les médias annoncent un premier contact avec l'Atlantide. Arthur fera une demande d'adhésion officielle pour que le Royaume de l'Atlantide devienne un État membre des Nations Unies. Il devrait ensuite proposer des mesures conjointes pour inverser le changement climatique. Il arrive avec le roi Nérée, le roi de Brine et des soldats atlantes sur Ellis Island. Sur place, Arthur s'adresse aux membres des Nations unies et au monde.
Scène post-générique
Vivant incognito parmi les Surfaciens, Orm suit un conseil de son frère en dégustant la nourriture surfacienne. Il se prépare à déguster un hamburger bien gras, accompagné d'une salade, de potatoes et d'un verre de bière. Il goute le burger et semble circonspect par la première bouchée, puis son regard se pose sur un cafard venu se poser sur la table. Il capture l'insecte, le met dans son burger et trouve le goût intéressant.

## Fiche technique
Sauf indication contraire, les informations mentionnées dans cette section peuvent être confirmées par la base de données cinématographiques IMDb,  présente dans la section « Liens externes ».
- Titre original : Aquaman and the Lost Kingdom
- Titre français : Aquaman et le Royaume perdu
- Réalisation : James Wan
- Scénario : David Leslie Johnson-McGoldrick, d'après les personnages créés par Mort Weisinger et Paul Norris
- Direction artistique : Gary Jopling
- Décors : Bill Brzeski
- Costumes : Richard Sale
- Photographie : Don Burgess
- Montage : Kirk Morri
- Musique : Rupert Gregson-Williams
- Production : Peter Safran et James Wan
  - Production déléguée : Michael Clear et Walter Hamada
- Sociétés de production : DC Films, The Safran Company et Atomic Monster
- Société de distribution : Warner Bros.
- Budget : 205 millions de dollars[4]
- Pays de production :  États-Unis
- Langue originale : anglais
- Format : couleur
- Genre : super-héros, action, aventure et fantasy
- Durée : 124 minutes
- Dates de sortie[5] :
  - France, Québec[6] : 20 décembre 2023[7]
  - États-Unis : 22 décembre 2023
- Classification :
  - États-Unis : PG-13 (les enfants de moins de 13 ans doivent être accompagnées d'un adulte)

## Distribution
- Jason Momoa (VF : Xavier Fagnon ; VQ : Louis-Philippe Dandenault) : Arthur Curry / Aquaman
- Patrick Wilson (VF : Alexis Victor ; VQ : Frédéric Desager) : Orm Marius
- Yahya Abdul-Mateen II (VF : Baudouin Sama ; VQ : Martin Desgagné) : David Kane / Black Manta
- Dolph Lundgren (VF : Thierry Hancisse ; VQ : Marc-André Bélanger) : le roi Nérée
- Temuera Morrison (VF : Serge Biavan ; VQ : Manuel Tadros) : Thomas « Tom » Curry
- Nicole Kidman (VF : Danièle Douet ; VQ : Anne Bédard) : la reine Atlanna
- Amber Heard (VF : Chloé Berthier ; VQ : Camille Cyr-Desmarais) : Mera
- Jani Zhao (VF : Rosa Cadima) : Stingray
- Randall Park (VF : Jérémy Bardeau ; VQ : Gabriel Lessard) : le Dr Stephen Shin
- Martin Short (VF : Christophe Lemoine) : Kingfish (voix)
- Vincent Regan : le roi Atlan
- Indya Moore (VF : Maëva Trioux) : Dame Karshon
- Pilou Asbæk (VF : Frédéric Souterelle ; VQ : James Hyndman) : le roi Kordax
- John Rhys-Davies (VF : Jérémie Bédrune) : le roi Brine (voix)
- Michael Beach (VF : Bruno Henry) : Jesse Kane (images d'archives du film Aquaman)

:Version française dirigée par Hervé Rey chez Dubbing Brothers, d'après une adaptation des dialogues de Pierre Arson.
 Source et légende : version française (VF) sur RS Doublage et carton cinématographique du doublage français.

## Production

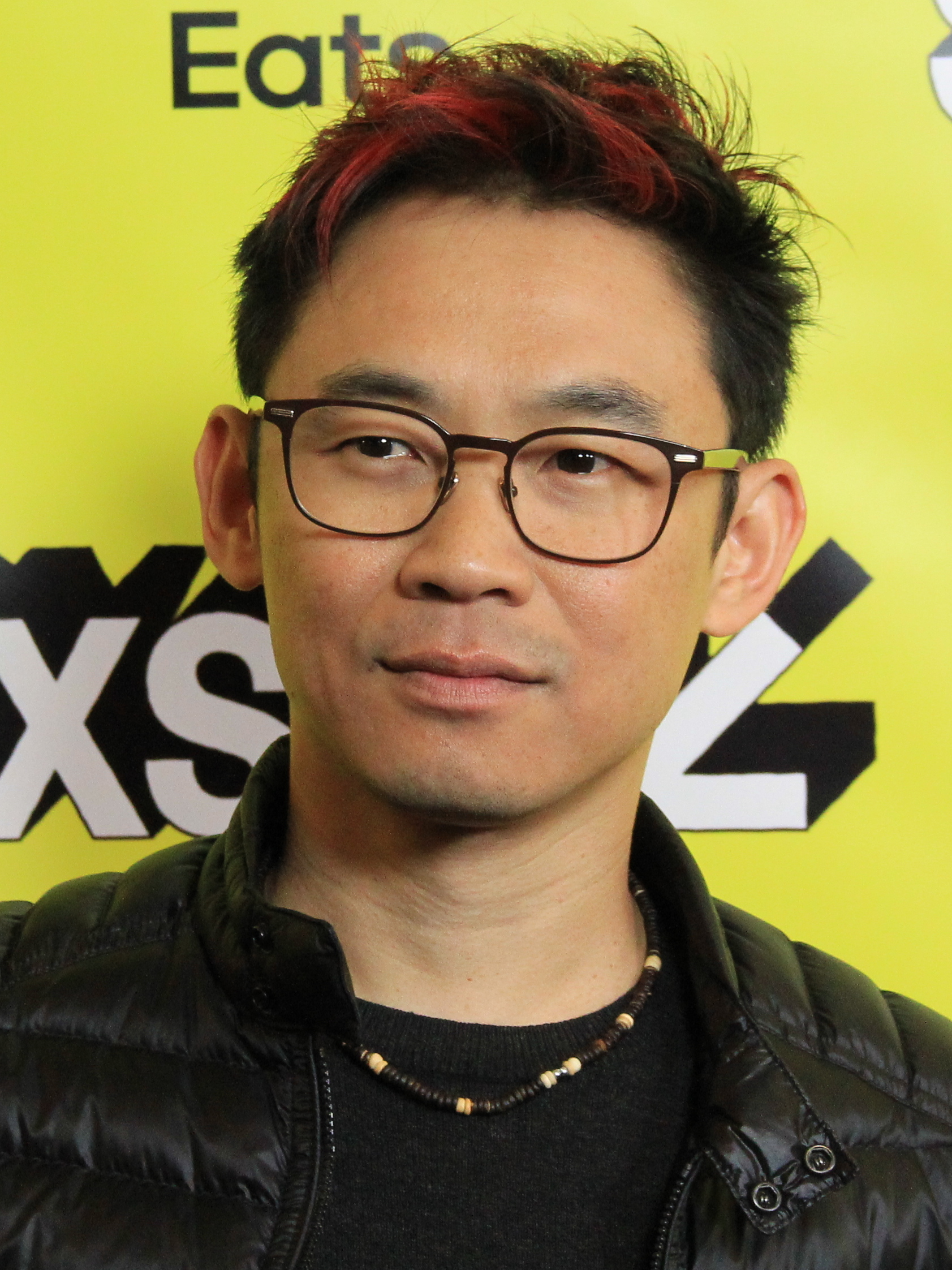
James Wan en 2019

### Genèse et développement
Durant le tournage de Aquaman (2018), l'acteur Jason Momoa propose un pitch pour une éventuelle suite au président de Warner Bros. Entertainment Toby Emmerich et au producteur Peter Safran. En octobre 2018, Jason Momoa déclare vouloir être davantage impliqué dans le développement d'une possible suite. Il espère alors un tournage courant 2019. Le réalisateur James Wan déclare ensuite que plusieurs intrigues sont possibles et qu'il aimerait introduire de nouveaux royaumes sous-marins,. En décembre, Toby Emmerich est confiant à la suite du résultat du premier film au box-office. Fin janvier 2019, Aquaman devient même l'un des plus gros succès d'un film basé sur un personnage DC Comics. Warner Bros. négocie alors pour le retour de James Wan.
En février 2019, le studio engage les scénaristes Noah Gardner et Aidan Fitzgerald pour écrire un spin-off du film intitulé The Trench. Ce film est envisagé sans les acteurs principaux du premier film et avec un budget plus restreint, avec James Wan et Peter Safran à la production. Peu après, David Leslie Johnson-McGoldrick signe pour écrire le script de la suite de Aquaman. La participation de James Wan comme réalisateur demeure alors incertaine. Fin février 2019, Warner Bros. annonce que Aquaman 2 sortira aux États-Unis le 16 décembre 2022. Peter Safran explique que l'idée est également d'enrichir l'univers avec plusieurs films à la façon de ce que James Wan a fait avec l'univers cinématographique Conjuring.
En juillet 2019, James Wan s'engage sur le tournage de Malignant (2021) avant de tourner Aquaman 2. Le scénariste David Leslie Johnson-McGoldrick explique en mars 2020 que le script ne sera pas adapté d'un comics en particulier mais plutôt de l'Âge d'argent des comics des intrigues d'Aquaman et Black Manta. James Wan est confirmé comme réalisateur lors du DC Fandome virtuel organisé en août 2020. Il prévoit par ailleurs un film plus sérieux que le premier film.
En avril 2021, Warner Bros. et DC annoncent que le spin-off intitulé The Trench n'est plus d'actualité. En juin 2021, James Wan annonce le titre du film : Aquaman and the Lost Kingdom.

### Attribution des rôles
En novembre 2019, Patrick Wilson déclare qu'il reprendra son rôle d'Ocean Master. Le mois suivant, Yahya Abdul-Mateen II confirme qu'il reprendra aussi celui de Black Manta.
En novembre 2020, Amber Heard réfute les rumeurs de son absence du film après les accusations et les polémiques liées à sa relation avec Johnny Depp. Une pétition est même lancée sur Internet pour que l'actrice ne revienne pas endosser son rôle de Mera, en réponse à l'éviction de Johnny Depp d'une autre production de Warner Bros., Les Animaux fantastiques : Les Secrets de Dumbledore,.
En février 2021, Dolph Lundgren annonce son retour dans le rôle du roi Nérée. En avril 2021, Pilou Asbæk entre en négociations pour un rôle. Temuera Morrison confirme ensuite son retour dans le rôle de Thomas Curry, le père du personnage principal.
En juillet 2022, la présence de Ben Affleck — reprenant son rôle de Batman — est confirmée. L'acteur participe à des reshoots dans les Warner Bros. Studios,. Il n'est cependant pas présent dans le montage final.

### Tournage
Le tournage débute le 28 juin 2021 à Londres, sous le faux-titre Necrus.
Des reshoots ont ensuite lieu avec le retour de Ben Affleck en Batman. Ce tournage supplémentaire a lieu dans les Warner Bros. Studios de Burbank dans les environs de mai 2022.

## Sortie
La sortie américaine de Aquaman et le Royaume perdu est fixée au 22 décembre 2023. Il devait initialement sortir le 17 mars 2023, mais il a été déplacé de la date de mars 2023 lorsque Warner Bros a ajusté son calendrier de sortie en raison des impacts de Covid-19 sur la charge de travail des fournisseurs d'effets visuels.

### Box-office
Au 1er janvier 2024, Aquaman et le Royaume Perdu a rapporté 81,8 millions de dollars aux États-Unis et au Canada, et 173,6 millions de dollars dans d'autres territoires, pour un total mondial de 255,3 millions de dollars.
Aux États-Unis et au Canada, Aquaman and the Lost Kingdom est sorti aux côtés de Migration, Anybody but You et The Iron Claw, et devrait rapporter environ 40 millions de dollars au cours de son week-end d'ouverture de quatre jours. Le film a gagné 13,7 millions de dollars le premier jour, dont 4,5 millions de dollars grâce aux avant-premières de jeudi soir. Il a ensuite eu un week-end d'ouverture traditionnel de 27,7 millions de dollars, le quatrième plus bas du DCEU et le deuxième pire des films non affectés par la pandémie de COVID-19 . Il a ensuite gagné 10,6 millions de dollars le jour de Noël, pour un total de 38,3 millions de dollars sur quatre jours. Lors de son deuxième week-end, le film a rapporté 19,5 millions de dollars (une baisse de 30 %), terminant deuxième au box-office derrière Wonka.

### Réponse critique
Le film a reçu des critiques négatives de la part des critiques. Le site Allociné propose une moyenne de 1,7/5, après avoir recensé 9 critiques de presse. Sur le site agrégateur d'avis Rotten Tomatoes, 35 % des 184 avis critiques sont positifs, avec une note moyenne de 4,9/10. Le consensus du site Web se lit comme suit : « Jason Momoa reste un homme de premier plan compétent et engagé, mais même les purs et durs de DC peuvent penser qu'Aquaman et le Royaume perdu s'en tient à des eaux familières. » Metacritic, qui utilise une moyenne pondérée, a attribué au film une note de 43 sur 100, basée sur 31 critiques, indiquant des critiques « mitigées ou moyennes ».
Les premières critiques, décrites comme largement négatives, ont loué l'alchimie entre Momoa et Wilson malgré la déception globale quant au contenu et à l'exécution du film. Peter Bradshaw, écrivant pour The Guardian, a donné au film une critique d'une étoile, affirmant que « là où le premier film Aquaman avait suffisamment de problèmes... nous avons maintenant une terrible suite ». Claire Loughrey de The Independent, attribuant une étoile au film, l'a appelé « la dernière entrée dans la galerie des voyous des films de franchise sans cervelle » et « un acte d'accusation accablant contre l'héritage [du DCEU] ». Nicholas Barber, écrivant pour la BBC, a donné une critique de deux étoiles, affirmant que « le seul acteur qui semble s'amuser est Momoa » et commentant le « montage brutal » du film qui « [se précipite] à travers tous les possibles, événement majeur dans un flou de montages et de voix off ». David Fear de Rolling Stone a qualifié le film de « désordre tonal, poursuivi par des effets visuels allant de la « scène coupée de jeu vidéo » au « travail urgent de dernière minute », une narration compliquée mais curieusement mince et des coups de coude sans cesse agressifs. « Même les plus purs et durs de DC pourraient trouver cela un peu trop gorgé d'eau à leur goût. » Brian Lowry de CNN a déclaré que le film « manquait du sens de la découverte et de la construction du monde qui a alimenté l'original », ajoutant que « l'absence d'un ennemi d'eau douce crée différents problèmes, manquant d'éléments nouveaux pour distinguer ce film par rapport à son prédécesseur supérieur ».
La direction de Wan a été saluée par Alissa Wilkinson dans le New York Times et Phil Owen dans GameSpot, Wilkinson lui attribuant la création d'un film « au-delà des films de super-héros peints par numéros que nous regardons depuis des décennies maintenant ». Matthew Jackson de l'AV Club lui a attribué une note B, le qualifiant de « le genre de film qui veut laisser tout ce qu'il a sur le terrain, et qui produit une cinétique, souvent dispersée, mais néanmoins divertissante, un film pop-corn qui nous donne vraiment tout ce qu'il a, et plus encore ». Tara McNamara de Common Sense Media lui a attribué 3 étoiles sur 5, écrivant : « Ce fantasme d'action est mieux décrit comme un « amusement stupide » ; vous ne pouvez pas vous empêcher de vous amuser, même si vous sentez les cellules du cerveau s'écouler de vos oreilles. »